# Dead Presidents
Dead Presidents (Dinero para quemar en España y Presidentes muertos en Hispanoamérica) es una película de crimen estadounidense de 1995 dirigida por Albert Hughes y Allen Hughes y protagonizada por Larenz Tate, Keith David y Chris Tucker.
El filme está basado en parte en las experiencias de la vida real de Haywood T. Kirkland, cuya historia real se detalla en el libro Bloods: An Oral History of the Vietnam War escrito por otro veterano de guerra afroamercano Wallace Terry.

## Argumento
Anthony Curtis es un joven pluriempleado del Bronx. Después de graduarse él decide aspirar a una vida mejor y se alista por ello en la Armada de los Estados Unidos, desoyendo los consejos de sus padres y de su novia. Tras realizar el servicio en Vietnam y vivir una experiencia horrible en la guerra del lugar, él regresa a casa, donde se reencuentra con su familia y conoce a su hijo.
Sin embargo, Curtis también descubre a su regreso un barrio deteriorado en el que impera el negocio de la droga y el crimen organizado. El chico, ante las pocas expectativas de trabajo existentes en el barrio, debe elegir entre ser honesto y hacer lo correcto o dedicarse a delinquir como el resto de su comunidad.

## Reparto
| Actor             | Personaje      |
| ----------------- | -------------- |
| Larenz Tate       | Anthony Curtis |
| Keith David       | Kirby          |
| Chris Tucker      | Skip           |
| Freddy Rodríguez  | Jose           |
| Rose Jackson      | Juanita Benson |
| N'Bushe Wright    | Delilah Benson |
| Alvaleta Guess    | Sra. Benson    |
| James Pickens Jr. | Sr. Curtis     |
| Jenifer Lewis     | Sra. Curtis    |
| Clifton Powell    | Cutty          |
| Martin Sheen      | Juez           |

## Producción
Esta fue la segunda vez en la que los hermanos gemelos Albert y Allen Hughes dirigieron una película juntos. Para hacerla se juntaron otra vez con Lisa Rinzler, con la que trabajaron ya antes con éxito en su primera película.
Juntos crearon de esa manera el filme y para hacerla se filmó con cámaras de Panavision en Super 35 mm dejándose además inspirar por películas como  y se dejaron inspirar por películas de Martin Scorsese como Goodfellas (1990) al igual que las películas de  Sergio Leone.

## Recepción
Tuvo éxito en taquilla y en crítica. Con el tiempo también se convirtió en una película de culto.
Hoy en día la película ha sido valorada en portales cinematográficos y por críticos profesionales. En IMDb, con unos 24 000 votos registrados, el filme obtiene una media ponderada de 6,9 sobre 10. En cuanto a Rotten Tomatoes, los más de 25 000 votos registrados le dieron allí una valoración media de 3,9 de 5. También cabe destacar, que en el periódico La Vanguardia los usuarios que dieron su opinión allí le dieron a la película una aprobación del 67%.